# Dobrovelytchkivka
Dobrovelytchkivka (ukrainien : Добровеличківка, russe : Добровели́чковка) est une commune urbaine de l'oblast de Kirovohrad, en Ukraine. Elle compte 5 473 habitants en 2021.
La commune est connue pour avoir comme particularité d'être le centre géographique de l'Ukraine.

## Histoire
La date de fondation de Dobrovelichkivka peut être considérée comme le 18 décembre 1776 lorsque le major Velichkivskyi reçoit un terrain pour fonder une ferme dans le cours supérieur de la rivière Dobra (DAKO, f. 448, dossier 1317, feuille 15). L'année suivante, il vend la ferme et les terres à son compatriote de l'oblast de Tchernihiv, le lieutenant Revutskyi.

### À l'époque de l'Empire russe
En 1848, Revutskyi devient une ville. En 1859, il y a 158 yards et 1 344 habitants.
En 1883, Dobrovelichkivka est approuvé comme nom officiel de la ville. À la fin du XIXe siècle, presque toutes les terres deviennent la propriété des propriétaires fonciers locaux.
En 1886, 521 personnes vivent dans la ville, qui est le centre de Dobrovelychkiv Volost, district d'Elizavetgrad, province de Kherson, il y a 97 fermes, deux églises orthodoxes, deux maisons de prière juives, une école, un hôpital, une pharmacie, un entrepôt de vin, un moulin à vapeur, 26 boutiques et 6 auberges. Des marchés ont lieu toutes les deux semaines le dimanche.
Le séminaire des enseignantes des femmes de Dobrovelychkiv fonctionnait à Revutsky, diplômé en 1916 par Galina Kuzmenko, la future épouse de l'ataman Nestor Makhno.

### Guerre soviéto-ukrainienne (1917-1921)
En 1917, avec l'éclatement de la lutte pour l'indépendance de l'Ukraine, un camp des Cosaques libres est formé à Revutskyi et son organisateur est Dmytro Khorunji, un habitant local, ancien soldat de l'armée impériale russe, social-démocrate par conviction.
Le 26 décembre 1917, Dmytro Khorunji lit un serment solennel devant les soldats du camp dans les locaux du séminaire des enseignantes de Revutskyi :

« Au nom de Kuren des Cosaques libres de Revutskyi, je déclare loyauté et obéissance à la République populaire ukrainienne. Nous jurons que nous défendrons notre État contre tous ses ennemis, qu’ils soient extérieurs ou intérieurs. Pour soutenir notre État, nous sommes toujours prêts à donner nos biens, et quand il le faut, même notre vie ! »

Du 25 au 27 février 1920, le régiment de cavalerie des Zaporogues noirs de l'armée de l'UNR se repose à Dobrovelychkivka, pendant la campagne d'hiver.

### Occupation soviétique de l'Ukraine
Au moins 350 habitants du village sont morts lors de l'Holodomor organisé par les autorités soviétiques en 1932-1933.

## Centre géographique
Pendant longtemps, Dobrovelichkivka a été considérée comme le centre géographique de l'Ukraine, comme le signale encore le panneau commémoratif. En 2005, de nouvelles recherches et calculs ont déplacé le centre géographique de l'Ukraine vers la région de Tcherkassy, dans le district de Shpolyansky, entre la ville de Shpola et le village de Marianivka (uk). C'est dans ce village de Marianivka qu'est donc situé le centre géographique de l'Ukraine selon le Comité d'État des ressources naturelles de l'Ukraine. Et le point de Dobrovelichkivka a reçu un autre titre honorifique: celui de centre géométrique de l'Ukraine. Cependant, le symbole commémoratif n’a pas été démonté et l’inscription qui y figure n’a pas été corrigée.

## Bactériologie
Une nouvelle espèce de bactéries à gram-positif, Tumebacillus luteolus a été isolée d'un prélèvement de sol dans cette commune.